# Stenurella jaegeri
Stenurella jaegeri är en skalbaggsart som först beskrevs av Arvid David Hummel 1825.  Stenurella jaegeri ingår i släktet Stenurella och familjen långhorningar.
Artens utbredningsområde är:
- Iran.
- Ukraina.

Inga underarter finns listade i Catalogue of Life.